# Academia.edu
Academia.edu是一个用于分享由来自世界各地的研究人员上传和分发的学术研究成果的商业平台。所有学术文章均可供访问者免费阅读，但上传和下载文章仅限于注册用户，其他功能仅作为付费订阅使用。
自2008年该网站推出以来，用户数量迅速增长，到2022年初，每日访问量达到约1000万次。到2024年，Academia.edu拥有超过2.7亿注册用户，平台上目前有超过5500万篇论文可供阅读。